# ITunes
iTunes es un reproductor de medios y tienda de contenidos multimedia desarrollado por Apple con el fin de reproducir, organizar y sincronizar iPods, iPhones, iPads y comprar contenido multimedia, lanzado el 9 de enero de 2001. Su descarga está disponible para ordenadores y tabletas con Windows 10 y Windows 11 a través de la tienda de aplicaciones Microsoft Store y para ordenadores con Windows 7 y Windows 8/8.1 desde la web oficial de Apple. La descarga de iTunes también se encuentra disponible para algunas versiones desactualizadas de MacOS desde la misma web oficial de Apple.
iTunes es un sistema basado en SoundJam MP, una popular aplicación de MP3, creada por la compañía Casady & Greene. Apple compró los derechos de SoundJam MP y pronto estrenó la primera versión de iTunes, que era muy parecida a SoundJam MP.
Se estima que genera unas ganancias a Apple por 12 mil millones de dólares al año a nivel mundial y mantener dicho programa alrededor de más de 3 mil millones de dólares al año. El 6 de febrero de 2013 alcanzó los 25 mil millones de canciones descargadas a nivel mundial.
El 3 de junio de 2019, Apple anunció que en macOS Catalina se reemplazaría iTunes por una funcionalidad de gestión de los dispositivos móviles de Apple integrada en el propio Finder del Mac y tres aplicaciones de música, pódcast y TV independientes que distribuirían los servicios multimedia que iTunes ofrecía de manera conjunta anteriormente. Esto aumenta la continuidad con iOS, donde también son aplicaciones separadas. Sin embargo estos cambios no afectaron a la versión de iTunes en Windows, donde sigue funcional la versión completa de iTunes como aplicación de escritorio para la gestión de los productos del ecosistema de Apple desde una misma aplicación.
En enero de 2023 iTunes para Windows fue reemplazado por las tres aplicaciones música, Apple TV y Devices, excluyendo Podcasts.

## Características
Los usuarios de iTunes tienen la posibilidad de organizar su música en listas de reproducción, editar la información de los archivos, grabar CD, convertir archivos a diferentes formatos, comprar música por Internet a través de la tienda iTunes Store y activar un visualizador que presenta la música en forma gráfica. Otra de las novedades de iTunes son las 'listas de reproducción inteligente', que automáticamente detectan canciones según un criterio de búsqueda elegido por el usuario, como una base de datos.

### Listas de reproducción
Además de soportar listas de reproducción estáticas, iTunes soporta «listas de reproducción inteligentes». Dichas listas son listas que pueden ser configuradas para que se actualicen automáticamente basadas en una lista personalizada con criterio de selección. Diferentes criterios pueden ser ingresados para controlar diferentes aspectos de la lista.
Las listas de reproducción pueden ser escuchadas al azar o secuencialmente. El criterio para reproducir canciones al azar puede configurarse para reproducir varias canciones del mismo álbum o del mismo autor en secuencia (nuevo desde iTunes 5.0). «iTunes DJ» también puede configurarse, por ejemplo, seleccionando únicamente canciones con 5 estrellas de calificación.
La lista de reproducción «iTunes DJ» está pensada como un simple DJ. Predeterminadamente, selecciona canciones al azar de otras listas de reproducción o de la fonoteca. Los usuarios pueden evitar la selección automática borrando canciones (iTunes buscará nuevas para reemplazarlas) o agregando sus propias canciones a con drag-and-drop o el menú contextual.

#### Genius
En la versión ya no permite actualizar Ios 7.1.1 en iPhone 4 por ende debes bajar una versión anterior 8.0, se implementó la característica «Genius», el procedimiento para acceder a Genius se hace en tres pasos; primeramente iTunes recopila la información de la fonoteca del usuario, seguidamente envía esta información, de forma anónima a Apple, y por último la compara con la demás fonotecas de otros usuarios y la envía al ordenador del usuario. El tiempo que tarda el programa dependerá del tamaño de la fonoteca y de la conexión a internet entre otras cosas.
Una vez hecho esto, por un lado, permite abrir una lista de reproducción con canciones al azar en la sección Genius pinchando en una canción y abriendo el menú contextual - Iniciar Genius -, en esta lista las canciones son seleccionadas según el tipo de música, estilo, intérprete, etc, y concuerdan con la canción seleccionada. Las listas de reproducción, que solo pueden escucharse en el programa iTunes, son mejoradas cuanta más información recoja iTunes y envíe a Apple para comparar con otro usuarios al que les guste el mismo tipo de música.
También permite en la sección fonoteca de iTunes abrir la sección Genius en una barra vertical a la derecha donde dependiendo de la canción seleccionada - no tiene que estar necesariamente reproduciéndose - aparecerán una serie de canciones recomendadas que pueden ser del mismo artista y estilo, o solo del mismo estilo pero de otros artistas - dependiendo de la información de iTunes - para comprar en iTunes Store.
iTunes actualiza automáticamente la información cada semana, pero se le da la posibilidad al usuario de actualizarla manualmente desde el menú Store del programa.
Por todo esto este sistema requiere una conexión a Internet, pues los resultados del análisis son enviados anónimamente a Apple para que los analice y compare con las fonotecas de otros usuarios.
El algoritmo que realiza el análisis lo desarrolló Apple y fue presentado en junio de 2008.

### Fonoteca
iTunes lleva registros de las canciones al crear una fonoteca virtual, permitiendo a los usuarios acceder y editar las propiedades de las canciones. Estas propiedades, conocidas como metadatos, están guardadas en dos archivos.
El primer archivo es binario y se llama iTunes Library (iTunes x Music Library en versiones anteriores) y usa su propio formato de fonoteca. Dicho archivo guarda información como el nombre del artista y el género y la obtiene de la información de los tag de las canciones (como el ID3), y además guarda información específica de iTunes como el contador de reproducción y la clasificación. Este es el único archivo de los dos mencionados que lee iTunes.
El segundo archivo, denominado iTunes Music Library.xml es actualizado siempre que la información en iTunes es cambiada. Usa formato XML, permitiendo a los desarrolladores programar aplicaciones para acceder de forma fácil a la información de la fonoteca (incluyendo el contador de reproducción, la última vez que se reprodujo, y la calificación, los cuales no son campos estándar en el formato ID3v2.3). Las aplicaciones de Apple iDVD, iMovie y iPhoto son algunos ejemplos de programas que acceden a la fonoteca a través de este archivo.
Para archivos MP3, iTunes escribe tags ID3v2.2 en Unicode de forma predeterminada, pero es posible convertirlos de ID3v2.3 a ID3v2.4 a través del menú «Avanzado» -> «Convertir etiquetas ID3». Si en el archivo hay etiquetas en formato ID3v2.x e ID3v1.x, iTunes ignora las ID3v1.x.

### Impresiones
Para compensar la falta de CD físicos, iTunes puede imprimir carátulas de CD personalizadas, así como también la lista de canciones y lista de álbumes. Después de grabar un CD desde la lista de reproducción, el usuario puede seleccionar esa lista e ir al menú Archivo -> Imprimir y mostrará una ventana con opciones de impresión. iTunes automáticamente prepara una plantilla con la carátula del CD de un lado y la lista de canciones en el otro.

### iMix
Un iMix es una lista de reproducción creada por un usuario que se encuentra publicada en la Tienda de iTunes. iMix fue agregado en iTunes 4.5 y cualquiera puede crear un iMix sin ningún cargo, aunque estos están limitados a 100 canciones y soporta tanto música descargada de Internet como con música importada desde un CD. Los iMixes son públicos y navegables por cualquier usuario de iTunes, los cuales también tienen la posibilidad de calificarlos igual que en iTunes con el sistema de estrellas. Los iMixes están activos por un año desde su fecha de publicación.

### Gracenote
iTunes utiliza Gracenote, la base de datos de CD de audio interactivo, para proporcionar pista y nombre de las listas de discos CD de audio. El servicio se puede configurar para que se active cuando se inserta un CD en el ordenador y haya una conexión disponible a Internet. Mientras no está conectado a Internet el servicio no funciona, y tiene que hacerse mediante procedimiento manual. Si existe más de 1 CD de Audio con igual contenido, Gracenote da a elegir al usuario qué CD es el que necesita para completar la operación.

### Radio de Internet
iTunes 1.0 venía con soporte para el servicio de radio por internet Kerbango, dando a los usuarios de iTunes la posibilidad de seleccionar algunas de las más populares radio en línea. Pero en 2001 Kerbango desapareció y Apple creó su propio servicio de radio web para usar con iTunes 2.0 y con las versiones siguientes. En febrero de 2006 el servicio de radio de iTunes poseía un listado de más de 300 estaciones de radio diferentes, mayormente de stream de MP3. iTunes también soporta los archivos de stream.pls y.m3u usados por Winamp, permitiendo a los usuarios de iTunes acceder a cualquier stream usando esos formatos.
Apple no promueve más la función de radio por Internet y no hay ninguna mención tampoco en el sitio de iTunes. Sin embargo, esto continúa en QuickTime 7.0.4 y en el EULA de iTunes de la versión 6.0.5.20.

### Formatos de archivo compatibles
iTunes 7 puede actualmente leer, escribir y convertir entre MP3, AIFF, WAV, MPEG-4, AAC y Apple Lossless.
La conversión se produce al cambiar el formato de importación yendo a la ventana de Preferencias -> Avanzado -> Importación -> Importando usando. Una vez que se cambió el formato deseado, se puede convertir el formato de los archivos en el menú Avanzado -> Convertir a.
También puede reproducir cualquier formato que QuickTime pueda reproducir (hasta algunos formatos de vídeos), incluyendo archivos AAC protegidos de la Tienda de iTunes y los libros de audio de Audible.com. Para poder reproducir otros formatos de archivos como el Ogg o Speex, iTunes requiere tener instalado de un componente de QuickTime llamado Xiph. iTunes actualmente no reproduce stream de audio HE-AAC/aacPlus correctamente. Archivos con formato HE-ACC/aacPlus se reproducirán como archivos AAC de 22kHz.
La calidad de codificación a MP3 de Apple ha sido criticada diciendo que posee codificación con bit rate variable. En enero de 2004 se realizó una prueba de sonido de ensayo doble ciego público de seis codificadores de MP3 codificando a 128 kbit/s, dirigido por Roberto Amorin, en el cual iTunes se ubicó en el último lugar. El autor declaró luego que hubo serios inconvenientes en la forma en que iTunes fue probado.
La versión de Windows de iTunes puede convertir automáticamente archivos WMA desprotegidos (incluyendo versión 9) a otros formatos, pero no soporta la reproducción directa o codificación del formato WMA.
Aunque no es capaz de mostrar archivos PDF, iTunes los lista dentro de la lista, cuando estos se encuentran presentes dentro de alguna carpeta añadida, permitiendo abrirlos con el programa lector de archivos PDF que tenga el usuario.

### Compartir música
Las canciones de la Biblioteca de iTunes pueden ser compartidas a través de la red local usando el Protocolo de Acceso de Audio Digital (DAAP en inglés), creado por Apple para este propósito. DAAP depende del framework del servicio de descubrimiento de red, conocido como Bonjour. Bonjour es la implementación de Apple del estándar de red de cero configuración. La especificación de DAAP no ha sido publicada por Apple, pero el protocolo ha sido roto a través de ingeniería inversa y ahora es usado por software que no pertenece a Apple.
DAAP permite que las listas de reproducción compartidas en la misma red sean automáticamente detectadas. Cuando una canción es compartida, iTunes puede hacer un flujo de la canción pero no la guardará en el disco duro local, impidiendo el copiado sin autorización. Las canciones protegidas con el formato AAC pueden ser accedidas también, pero se requiere de autenticación. Un máximo de cinco usuarios pueden conectarse a un usuario cada 24 horas.
Originalmente con iTunes 4.0, los usuarios podían acceder a música compartida en cualquier lugar de Internet, además de la red local, solamente ingresando el número ip de la lista remota compartida. Apple rápidamente sacó esta función en la versión 4.0.1, diciendo que los usuarios violaban el EULA.

### Vídeo
El día 9 de mayo de 2005, con la presentación de iTunes 4.8, fue introducido el soporte para vídeo. Los usuarios pueden arrastrar cualquier archivo de vídeo a la lista de iTunes para catalogación y organización. Pueden ser vistos en un pequeño cuadro en la ventana principal de iTunes, en una ventana aparte o en pantalla completa. Antes de que la versión 7 diera diferentes listas para archivos multimedia, los vídeos se distinguían de las canciones en la lista solamente por un pequeño icono que representaba una pequeña TV y agrupado con la música en la biblioteca. iTunes depende de QuickTime y por lo tanto hay algunos formatos incompatibles como el WMV.
El día 12 de octubre de 2005, Apple lanzó iTunes 6.0, el cual agregaba la funcionalidad de comprar y ver vídeos desde la iTunes Music Store. Inicialmente, el iTunes Music Store, ofrecía una selección de varios miles de Vídeos Musicales y cinco programas de TV incluyendo dos de las más notables de la cadena ABC, Lost y Desperate housewives, los cuales estaban disponibles 24 horas después de salir en el aire y se ofrecía también los capítulos anteriores. Desde ese día, la colección se ha expandido con contenido de numerosas cadenas de televisión. iTunes Music Store también da la posibilidad de ver la gran colección de colillas (tráiler) de películas de Apple.
Hasta el día 12 de septiembre de 2006, el recién renombrado iTunes Store ofrecía más de 200 programas de televisión para descargar, incluyendo programas de Discovery Channel, Comedy Central, MTV, y FOX. Además, fue agregado un catálogo de 75 películas de Disney.
Hasta octubre de 2006, las películas y programas de TV estaban disponibles solamente para clientes de EE. UU. y nada más que algunos vídeos de música y cortos de Pixar lo podían descargar clientes que no se encontraban en los EE. UU.
Los contenidos de vídeo que están disponibles en iTunes Store están codificados como vídeo MPEG-4 Protegido a 540 kbit/s (H.264) y aproximadamente pistas de audio en AAC a 128 kbit/s. Muchos vídeos y pódcast de vídeo requieren como mínimo QuickTime 7, el cual es incompatible con versiones anteriores de Mac OS (solamente v10.3.9 o superior es soportado). Desde el día 12 de septiembre de 2006, la resolución de vídeo de los archivos que se venden en iTunes Store fue aumentado de 320x240 (QVGA) a 640x480 (VGA). Este último está codificado en MPEG-4 Protegido a 1.5 Mbit/s (H.264) y aproximadamente pistas de audio en AAC a 128 kbit/s.

### Plugins
iTunes soporta plugins de visualización y de dispositivos. Los plugins de visualización permiten a los desarrolladores crear efectos visuales a partir de la música que se encuentra reproduciendo (iTunes incluye un visualizador por defecto, G-Force) que tiene la licencia de SoundSpectrum. El kit de desarrollo de plugins de visualización puede ser descargado de Apple gratuitamente.)
Los plugins de dispositivos permiten el soporte de reproductores de música adicionales.

### Podcasts
La versión 4.9 de iTunes, publicada el día 28 de junio de 2005, agregó soporte interno para hacer podcasting. Permite a los usuarios suscribirse a pódcast en la Tienda de Música de iTunes o ingresando la fuente web. Una vez suscrito, el podcast se descargará automáticamente y el usuario puede elegir en actualizar el podcast semanalmente, diariamente, por hora o manualmente.
Los usuarios pueden elegir pódcast para escuchar desde el Directorio de Podcasts, en el cual cualquiera puede subir sus pódcast. En este directorio, Apple mantiene cuatro pódcast "oficiales": Podfinder, Street Official Real Talk (entrevistas con artistas de hip-hop), iTunes New Music Tuesday y Apple Quarterly Earnings Calls. La página de inicio permite a los usuario ver todos los podscasts y ordenarlos por categoría o popularidad.

### Podcastingde vídeo
La versión 6 de iTunes, introdujo soporte oficial para podcasting de vídeo, aunque el soporte de RSS y vídeo estaban extraoficialmente en la versión 4.9. Los usuarios pueden suscribirse a las fuentes web a través de la iTunes Store o ingresando la direccíon URL del fuente web. Los pódcast de vídeo pueden obtener archivos de vídeos descargables (en formato MOV, MP4, M4V o MPG) y también pueden hacer streaming y hasta IPTV. Los archivos descargados pueden ser sincronizados a un iPod con soporte para vídeo y tanto los archivos descargados como los vídeos descargados a través de vídeo podcasting, pueden ser vistos en la aplicación de Media Center de Apple, FrontRow.

### Sincronización con iPod
iTunes puede sincronizar automáticamente su música y vídeos de la Biblioteca con un iPod cada vez que es conectado (La versión de iTunes para Mac OS X puede también sincronizar con varios reproductores de música digital y la versión de Windows soporta solamente el iPod). Las canciones y listas de reproducción nuevas se copian automáticamente al iPod y las canciones que se borraron en la Biblioteca se borran también del iPod. Las calificaciones que se dieron a las canciones en el iPod se sincronizarán con la Biblioteca de iTunes y los audiolibros recordarán la posición de la reproducción cuando se detuvo.
La sincronización automática puede ser desactivada para copiar manualmente las canciones o listas de reproducción enteras. Sin embargo, iTunes puede solamente copiar música al iPod pero no al revés, lo cual ha hecho que se desarrollen software de terceras partes para realizarlo. Es posible también copiar música del iPod usando herramientas de línea de comando al estilo Unix, o simplemente habilitando la opción "Mostrar archivos y carpetas ocultos" en las opciones de carpeta, y ahí se puede copiar música al disco duro para una copia de seguridad.
Cuando un iPod se conecta y no tiene suficiente espacio para sincronizar toda la Biblioteca de iTunes, se crea una lista de reproducción con el nombre del iPod conectado. Esta lista puede entonces ser modificada por el usuario para manejar las canciones y vídeos del iPod.
iTunes soporta otros reproductores de música portátiles pero con algunas limitaciones, principalmente la de no poder reproducir la música que fue adquirida en la iTunes Store. Los reproductores soportados incluye el NOMAD de la empresa Creative Labs, algunos reproductores de la empresa Rio Audio y Archos y el Nakamichi SoundSpace 2. Otros manufacturadores pueden ofrecer integración a través de plugins de dispositivos. Un gran número de plugins han sido creados para ayudar al usuario de iTunes a sincronizar las canciones con cualquier reproductor de música que pueda ser montado como un disco duro externo.
Aunque iTunes es el único método oficial de sincronizar música con el iPod, también existen otros programas disponibles que permiten la sincronización del iPod con otros reproductores.
Hasta iTunes 7, la música comprada puede ser copiada del iPod a la máquina. La computadora debe estar autorizada por la cuenta de iTunes. iTunes actualmente permite hasta 5 computadoras a ser autorizadas por cada cuenta. Esto no significa que se pueda transferir música importada entre computadoras. Puede ser necesario para guardar música, transferir las canciones a una nueva máquina o recuperar música luego de un fallo en el disco usando un iPod como fuente de la copia de seguridad. Existen un número de aplicaciones shareware y freeware que complementan iTunes.
Con el lanzamiento del Palm Pre, se da a conocer que este dispositivo engaña a iTunes para que sincronice, la respuesta de Apple es una actualización de seguridad que anula esta función del Palm Pre.

### Activación del iPhone
Antes de la salida de iOS 5 el 13 de octubre de 2011, los usuarios debían utilizar iTunes para seleccionar y comprar un contrato de la tarifa antes de que las funciones del teléfono se pudieran utilizar, después de la salida de dicho sistema operativo, el usuario puede hacerlo desde el mismo dispositivo. iTunes también sincroniza los datos a los medios de comunicación y el iPhone, como música, vídeos, podcast, contactos, calendarios y correo electrónico de manera similar a un iPod, no sirve.

### iTunes Store o Appstore
La versión 4 de iTunes introdujo el iTunes Music Store desde donde los usuarios de iTunes pueden comprar y descargar canciones para un uso limitado de computadoras y un número ilimitado de iPods. iTunes Store está completamente integrado con iTunes y las canciones compradas están protegidas por sistema de DRM FairPlay digital rights management de Apple. El día 22 de febrero de 2006 más de 1 billón de canciones fueran descargadas desde que el servicio fue lanzado un 28 de abril de 2003.
Aquellos que usen otros sistema operativo aparte de macOS y Microsoft Windows, como puede ser Linux, no pueden usar la música comprada de la iTunes Store, ya que no encuentra disponible la versión de iTunes para Linux. Esto ha resultado en el desarrollo de un número de reproductores alternativos así como también han sido publicados diferentes formas que permiten a los usuarios de la iTunes Store usar su propio software de audio o sistema operativo. El más notable es PyMusique, el cual Apple ha intentado varias veces de bloquear pero no lo ha conseguido. Programas como Hymn o Tunebite también ha sido desarrollado para descifrar la música comprada para poder ser reproducida o compartida con otros programas. Sin embargo, este software es ilegal en algunos países.
Los dueños de iPods en el mercado de los EE. UU. son llevados por única vez, en la iTunes Store cuando conectan por primera vez al servicio, a una página la cual actualmente ofrece gratuitamente álbumes de muestra de Lava y de Atlantic Records y de los cuales pueden descargarse el álbum completo o las canciones individuales. Un álbum de muestra de Universal Records estaba disponible y aún puede ser accedido a través de un enlace especial en la página.
Con la versión 7.0 (12 de septiembre de 2006), se cambió el nombre a iTunes Store, ya que se ofrecen, además de contenido sonoro: juegos para los iPod de quinta generación, películas (actualmente sólo Disney y Pixar) y programas televisivos (ahora en más países). La tienda opera actualmente en 22 países alrededor del mundo. Entre ellos: Alemania, Australia, Austria, Bélgica, Canadá, Dinamarca, España, Estados Unidos, Finlandia, Francia, Grecia, Irlanda, Italia, Japón, Luxemburgo, México, Noruega, los Países Bajos, Portugal, Reino Unido, Suecia y Suiza.
La función de MiniStore fue agregada en la versión 6.0.2 de iTunes. Agrega una pequeña ventana en la parte de abajo de la ventana principal, la cual puede ser activada o desactivada. Cuando un usuario selecciona un ítem en la Biblioteca, información acerca de ese particular ítem es enviada a iTunes Store y la MiniStore muestra vídeos y canciones relativas. En un principio, la MiniStore causó controversia porque la gente creía que era un spyware. Apple dejó en claro que la MiniStore no recolectaba ningún tipo de información de los usuarios y luego la hizo opcional.
El miércoles 30 de mayo de 2007 se lanza la versión de Itunes 7.2 en donde por primera vez se puede bajar música sin DRM de la compañía discográfica EMI y se lanza el servicio iTunes Plus con canciones de mayor calidad de codificación a 256kbps a $0.99 dólar la canción.
El 15 de enero de 2008 se introduce la versión de iTunes 7.6 que incluye la función alquiler de películas de diferentes estudios (Warner Bros., Walt Disney y 20th Century Fox) con la opción de alquiler en alta definición (HD).
El 4 de agosto de 2009 se lanzó el primer iTunes Store Lationamericano en México, que cuenta con 4 millones de canciones. Los precios son los más bajos de todas las iTunes Store y varían desde los $9 MXN (0,71 USD) por canción y $24 MXN por vídeo musical, asimismo el costo del álbum es de $120 MXN en promedio, aunque se pueden encontrar álbumes desde $80, $90 y $110 MXN. Actualmente aún no cuenta con la compra de programas de TV. La forma de pago puede ser con tarjeta de crédito o débito, o con las iTunes Gift Cards disponibles en tiendas departamentales, autoservicios y distribuidores Apple con un costo de $200, $300, $600 y $1000 MXN. El 9 de noviembre de 2010, fue lanzada la venta y renta de películas a $10, $25 y $40 MXN la renta, y la venta a $25 (películas cortas), $35 (películas cortas HD), $50, $80, $100 o $150 MXN.

## Críticas
El día 6 de junio de 2006 la Defensa del Consumidor en Noruega, Suiza y Dinamarca publicaron una carta pública a Apple por el EULA de iTunes a través de Bjørn Erik Thon de Defensa del Consumidor de Noruega. El caso de iTunes está basado en una queja oficial hecha por el Consejo de Consumidores de Noruega el día 25 de enero de 2006.  

Los principales puntos de críticas fueron:
- El EULA no está a favor del consumidor. Las leyes escandinavas exigen que cualquier acuerdo escrito esté en favor de ambas partes. Según las leyes del consumidor en Noruega, la parte débil también goza de protección por explotación.
- iTunes limita el derecho del usuario de usar legal y libremente productos comprados a través de DRM.
- El contrato de iTunes estipula que la compañía puede cambiar cualquier punto del contrato sin previo aviso, incluyendo la selección de reproductores y software que son usados por los archivos de iTunes y la cantidad de veces que un cliente puede cambiar o copiar archivos ya comprados.
- El EULA es muy difícil de entender por los clientes.
- El EULA declara que la relación legal entre la compañía y el cliente está regulada por las leyes de contrato inglesas. El Consejo de Consumidores de Noruega opina que es ilógico esperar que los consumidores noruegos tengan conocimientos de estas leyes. Los productos que se comercializan a consumidores noruegos están sujetos a las leyes noruegas, un derecho que no puede ser sobrepasado por una cláusula en un contrato de cliente de una compañía.
- El EULA, libera a iTunes la responsabilidad de cualquier daño producido en la máquina del consumidor debido a errores del software aunque esta responsabilidad no puede ser sobrepasada en las leyes escandinavas. Apple respondió el día 31 de julio de 2006.[21]
- Solo se puede sincronizar el Walkman Touch y no las versiones anteriores...

## Versiones
| Versión   | Fecha                    | Sistemas operativos | Comentarios |
| --------- | ------------------------ | ------------------- | --- |
| 1.0       | 9 de enero de 2001       | Mac OS 9            | - Publicación original |
| 1.1       | 21 de febrero de 2001    | Mac OS 9            | - Compatibilidad con grabadoras externas y más marcas de internas - Generador de efectos visuales mejorado |
| 2.0       | 2 de noviembre de 2001   | Mac OS 9, Mac OS X  | - Servicio de iPod - Ecualizador - Grabación de CD de audio MP3 - Potenciador de sonido - Grabación de CD 2 veces más rápido |
| 2.0.2     | 16 de noviembre de 2001  | Mac OS 9, Mac OS X  | - Idiomas francés, alemán y turco - Mejora de los tags ID3 |
| 2.0.3     | 13 de diciembre de 2001  | Mac OS 9, Mac OS X  | - Sincronización selectiva con el iPod - Compatibilidad con Rio One MP3 player |
| 2.0.4     | 20 de marzo de 2002      | Mac OS 9, Mac OS X  | - Compatibilidad con AppleScript mejorada - Mejoras de estabilidad y rendimiento |
| 3.0       | 17 de julio de 2002      | Mac OS X            | - Listas de reproducción inteligentes - Compatibilidad con Audible.com - Clasificaciones - Nuevos tags ID3, con contadores de reproducción, etc. - Importación y exportación de listas de reproducción |
| 3.0.1     | 18 de septiembre de 2002 | Mac OS X            | - Mejoras de rendimiento - Compatibilidad mejorada con Mac OS X 10.2 |
| 4.0       | 28 de abril de 2003      | Mac OS X            | - Incorporada la iTunes Music Store - Posibilidad de compartir música - Codificación AAC - Arte del álbum - Compatibilidad con DVD - Búsqueda mejorada |
| 4.1       | 16 de octubre de 2003    | Mac OS X, Windows   | - Grabación de bibliotecas grandes en varios CD - Vínculo de descarga de Music Store - Audiolibros de Music Store - Búsqueda avanzada en Music Store - Compatibilidad con certificados para regalo en Music Store |
| 4.2       | 18 de diciembre de 2003  | Mac OS X, Windows   | - Compatibilidad con cuentas de AOL en Music Store - Mejoras de rendimiento |
| 4.5       | 28 de abril de 2004      | Mac OS X, Windows   | - iMix - Sesión aleatoria - Quick Links en Music Store - Conversión automática de WMA a AAC (en Windows) - Apple Lossless, codificación de audio |
| 4.6       | 9 de junio de 2004       | Mac OS X, Windows   | - Compatibilidad con AirTunes - Pequeñas mejoras |
| 4.7       | 26 de octubre de 2004    | Mac OS X, Windows   | - Copiado de fotos a iPod Photo - Mostrado de canciones duplicadas en la librería - Otras mejoras |
| 4.7.1     | 11 de enero de 2005      | Mac OS X, Windows   | - Compatibilidad con iPod shuffle - Otras mejoras |
| 4.8       | 9 de mayo de 2005        | Mac OS X, Windows   | - Descarga de vídeos desde Music Store |
| 4.9       | 28 de junio de 2005      | Mac OS X, Windows   | - Descarga y suscripción de podcast |
| 5.0       | 7 de septiembre de 2005  | Mac OS X, Windows   | - Compatibilidad con iPod nano y Motorola ROKR - Letras en las canciones (sólo aprovechada por el iPod nano) - Cambio de aspecto |
| 6.0       | 12 de octubre de 2005    | Mac OS X, Windows   | - Nueva barra de búsqueda - Función "smart shuffle" para personalizar la lista de reproducción aleatoria - Sincronización del iPod en Outlook y Outlook Express (para Windows) - Creación de carpetas de listas de reproducción - Control parental (para la Music Store, para compartir música, etc.) - Comentarios de los usuarios sobre los álbumes en Music Store |
| 7.0       | 12 de septiembre de 2006 | Mac OS X, Windows   | - Nueva portada (color azul, barra de navegación cambiada, espacio de "Descargas", etc.) - Cambio de nombre de iTunes Music Store a iTunes Store - Función de búsqueda y descarga de portadas de álbumes - Posibilidad de comprar películas, juegos para los iPod de quinta generación y series de televisión (en más países) en Store - Cambio de logotipo (al símbolo de nota musical en azul) - Navegación entre canciones mediante visualización de portadas de discos (CoverFlow) - Mejoras en la clasificación y Control Parental - Bibliotecas múltiples y comandos para copias de bibliotecas - Música sin cortes entre temas - Transferencia de contenido comprado en Store del iPod a la computadora - Búsqueda mejorada - Nuevos campos de datos: "Artista del álbum", "Saltar conteo" y "Último salteado" |
| 7.0.1     | 27 de septiembre de 2006 | Mac OS X, Windows   | - Mejoras en estabilidad y rendimiento con CoverFlow, importación de CD y Sincronización con iPod, entre otros - Solucionados problemas de compatibilidad con Remote Desktop Protocol - Solucionados problemas de compatibilidad con Windows live Messenger y Computers Call (en Windows) |
| 7.0.2     | 31 de octubre de 2006    | Mac OS X, Windows   | - Compatibilidad con iPod shuffle de segunda generación - Mayor estabilidad y rendimiento |
| 7.1       | 5 de marzo de 2007       | Mac OS X, Windows   | - Compatibilidad con Apple TV - Nuevo CoverFlow a pantalla completa y mejoras en las opciones de visualización - Solucionados problemas de compatibilidad con Windows Vista - Selección de ítems (canciones o listas de reproducción) arrastrados desde el administrador de archivos (Finder/Windows Explorer) |
| 7.1.1     | 16 de marzo de 2007      | Mac OS X, Windows   | - Mejoras de estabilidad y compatibilidad |
| 7.2       | 29 de mayo de 2007       | Mac OS X, Windows   | - iTunes Plus introducido con canciones de 256 kps sin DRM, a un precio de 1,29 USD - Compatibilidad completa con Windows Vista - iTunes U, introducción de material gratuito de las cinco universidades más destacadas de EE. UU. |
| 7.3       | 29 de junio de 2007      | Mac OS X, Windows   | - Activación y Sincronización con el iPhone - CoverFlow en sección Podcast - Pequeños cambios en la interfaz |
| 7.3.1     | 12 de julio de 2007      | Mac OS X, Windows   | - Corrección de errores de la versión anterior |
| 7.3.2     | 3 de agosto de 2007      | Mac OS X, Windows   | - Esta actualización incorpora importantes mejoras de la estabilidad y el funcionamiento de la aplicación. |
| 7.4.1     | 11 de septiembre de 2007 | Mac OS X, Windows   | - Esta actualización evita eludir el sistema de protección para los tonos de llamada del iPhone. |
| 7.5.3     | 5 de noviembre de 2007   | Mac OS X, Windows   | - Mejora la gestión de contenido repetido, y trae mejor soporte para iPods iPhones entre los cuales trae una mejora en reproducción para los iPod Nano y Classic. |
| 7.6       | 15 de enero de 2008      | Mac OS X, Windows   | - Introducción de alquiler de películas de diferentes estudios (Warner Bros., Walt Disney y 20th Century Fox) con la opción de alquiler en alta definición (HD) - Es compatible con las versiones de Microsoft Windows Vista 64-bits. |
| 7.7       | 10 de julio de 2008      | Mac OS X, Windows   | - Activación y Sincronización con el iPhone 3G. - Soporte para aplicaciones vendidas a través de la App Store. |
| 7.7.1     | 31 de julio de 2008      | Mac OS X, Windows   | - Resolución de problemas con algunas aplicaciones y actualizaciones de estas. - Mejoras de rendimiento y estabilidad. |
| 8.0.0.35  | 9 de septiembre de 2008  | Mac OS X, Windows   | - Incorpora la funcionalidad Genius, que sugiere canciones respecto a la reproducción actual. - Mejoras de rendimiento y estabilidad. - Venta de programas de televisión en alta definición. - Modificaciones de la interfaz. - Compatibilidad con nuevos modelos de iPod: iPod touch 2G, iPod Classic 2G y iPod nano 4G. |
| 8.0.1.11  | 2 de octubre de 2008     | Mac OS X, Windows   | - Mejoras al sincronizar menús hablados en el iPod nano. - Mejoras al buscar actualizaciones de aplicaciones de la App Store. - Mejoras de accesibilidad al utilizar VoiceOver. - Resolución de problemas al sincronizar resultados de Genius con dispositivos iPod. |
| 8.0.2     | 20 de noviembre de 2008  | Mac OS X, Windows   | - Mejora la calidad al crear archivos MP3 en algunos equipos. - Soluciona problemas de conexión con la iTunes Store al utilizar proxys bajo Mac OS X. - Mejoras de rendimiento al descargar canciones en el formato iTunes Plus. - La funcionalidad Genius ahora incluye vídeos y películas. |
| 8.1.0.51  | 11 de marzo de 2009      | Mac OS X, Windows   | - Soporte para el iPod shuffle de tercera generación. - La «Sesión aleatoria» ha sido reemplazada por «iTunes DJ». - Mejoras de accesibilidad al utilizar VoiceOver. - Resolución de problemas al sincronizar resultados de Genius con dispositivos iPod. |
| 8.1.1.10  | 6 de abril de 2009       | Mac OS X, Windows   | - Añade soporte para renta de películas en alta definición. - Resolución de problemas con VoiceOver, y problemas al sincronizar dispositivos iPhone y iPod Touch. |
| 8.2.0.23  | 1 de junio de 2009       | Mac OS X, Windows   | - Añade soporte para dispositivos iPhone y iPod Touch con software 3.0. - Se actualiza la base de datos de Gracenote para obtención de datos de discos Blu-ray. - Mejoras de accesibilidad y corrección de errores |
| 8.2.1.6   | 15 de julio de 2009      | Mac OS X, Windows   | - Soluciona algunos problemas de verificación con dispositivos Apple. - Deshabilita la Sincronización con dispositivos Palm Pre. - Corrección de errores de la versión anterior. |
| 9.0       | 9 de septiembre de 2009  | Mac OS X, Windows   | - Mejora de Genius incluyendo Genius Mixes - Mejor Sincronización con los iPod y organización de aplicaciones del iPod Touch y iPhone - Compartir en Casa para copiar música, películas, etc., entre cinco computadoras de la casa - iTunes LP y Extras, álbumes de música con imágenes, carátulas y texto al estilo de un DVD - Modificación de la interfaz - iTunes Store rediseñado y reemplazo del carrito de compras por lista de deseos - iTunes U con sección propia - Codificación y reproducción de HE-AAC, listas de reproducción más inteligentes - Sincronización con los iPod Nano 5g, iPod Classic (otoño 2009)y iPod Touch (otoño 2009) |
| 9.0.1     | 23 de septiembre de 2009 | Mac OS X, Windows   | - Corrección de errores en la navegación del store, inestabilidad de iTunes, error en la Sincronización de pódcast en listas de reproducción en el iPod y iPhone, ordenación de álbumes con múltiples discos, el botón Zum no activaba el minirreproductor - Mejor sincronización de aplicaciones del iPod Touch y iPhone - Genius se actualiza automáticamente para las mezclas Genius |
| 9.0.2     | 29 de octubre de 2009    | Mac OS X, Windows   | - Incluye compatibilidad con el software 3.0 de Apple TV. - Fondo negro en la vista en cuadrícula. - Se mejora las opciones de accesibilidad. - Genius se actualiza automáticamente para las mezclas Genius. |
| 9.0.3     | 2 de febrero de 2010     | Mac OS X, Windows   | - iTunes ya no ignora el ajuste “Guardar la contraseña para comprar”. - Soluciona problemas de Sincronización de algunas listas de reproducción inteligentes y pódcast con el iPod. - Soluciona problemas al detectar si hay un iPod conectado. - Soluciona problemas que mejoran la estabilidad y el rendimiento. |
| 9.1       | 30 de marzo de 2010      | Mac OS X, Windows   | - Permite la Sincronización con dispositivos iPad. - Permite organizar y sincronizar libros electrónicos. - Ahora las listas Genius pueden ser renombradas, organizadas y eliminadas. |
| 9.2.1     | 19 de julio de 2010      | Mac OS X, Windows   | - Desactivación de versiones anteriores de algunos módulos incompatibles de terceros. - Solución de problemas menores al arrastrar y soltar ítems. - Solución de un problema de rendimiento al sincronizar algunos dispositivos con iTunes 9.2 por primera vez. - Solución de un problema al actualizar a iOS 4 un iPhone o iPod touch con copias de seguridad cifradas. - Solución de otros problemas para mejorar la estabilidad y el rendimiento. |
| 10.0.0.68 | 2 de septiembre de 2010  | Mac OS X, Windows   | - Servicio de iOS 4 Para iPad, iPod, IPhone 4 - Nueva Apariencia - Nuevo Icono - Nuevos menús - Ecualizador - Grabación de CD de audio MP3 - Potenciador de sonido - Grabación de CD 2 veces más rápido - Nuevas App Actualizadas - Lanzamiento de la Red Social llamada Ping. |
| 10.1.0.54 | 12 de noviembre de 2010  | Mac OS X, Windows   | - iTunes Ping ahora se accede desde la barra lateral - Con AirPlay, puede transmitir vídeos en tiempo real y de forma inalámbrica, desde iTunes al renovado Apple TV. - Puede sincronizar con su iPhone, iPad o iPod touch con iOS 4.2. - Se incluyen muchas mejoras importantes de estabilidad y rendimiento. |
| 10.1.1    | 15 de diciembre de 2010  | Mac OS X, Windows   | - Soluciona un problema por el que algunos vídeos de música no se puede reproducir en los Mac equipados con NVIDIA GeForce 9400 o gráficos 9600. - Resuelve un problema por el que iTunes puede cerrarse inesperadamente cuando se elimina una lista de reproducción que tiene la barra lateral que muestra iTunes. - Soluciona un problema por el que iTunes puede cerrarse inesperadamente cuando se conecta un iPod a un Mac equipado con un procesador PowerPC. - Soluciona un problema por el que algunos vídeos de música no puede sincronizar con un iPod, iPhone, o el Ipad. - Soluciona unos bugs y mejora la estabilidad. |
| 10.1.2    | 27 de enero de 2011      | Mac OS X, Windows   | - Mejoras en cuanto a estabilidad y rendimiento |
| 10.3.1    | 7 de junio de 2011       | Mac OS X, Windows   | - Mejoras en cuanto a estabilidad y rendimiento - Incluye Servicios iCloud Beta. |
| 10.4.1    | 25 de julio de 2011      | Mac OS X, Windows   | - Mejoras en cuanto a estabilidad y rendimiento - Mejora Servicios De Compras En El Menú Añade "Programas De TV" |
| 10.5      | 11 de octubre de 2011    | Mac OS X, Windows   | - Se añade soporte para iPhone 4S - Se añade soporte para iOS 5 - Soporte para sincronización WiFi - Se integra a iCloud |
| 10.5.1    | 14 de noviembre de 2011  | Mac OS X, Windows   | - Se añade mejoras de iCloud - Sincronización con el iPhone, iPad o iPod touch con iOS 5 |
| 10.5.2    | 13 de diciembre de 2011  | Mac OS X, Windows   | - Se añade iTunes Match - Mejoras en cuanto a estabilidad y rendimiento |
| 10.5.3    | 19 de enero de 2012      | Mac OS X, Windows   | - Sincronización con los libros interactivos ibook |
| 10.6.0.40 | 7 de marzo de 2012       | Mac OS X, Windows   | - Incorpora la posibilidad de reproducir películas y series de TV en alta definición 1080p |
| 10.6.1    | 28 de marzo de 2012      | Mac OS X, Windows   | - Corrige problema que puede causar el cierre inesperado durante la reproducción de videos, cambiar el tamaño de las ilustraciones en la visualización Retícula y sincroniza fotos con dispositivos - Resuelve el problema por el cual podía dejar de responder al sincronizar un iPod nano o iPod shuffle |
| 10.6.3    | 11 de junio de 2012      | Mac OS X, Windows   | - Compatibilidad con iOS 6 Beta a nivel de sincronización - Mejor sincronización del iPad de primera generación y la forma en que se hacen copias de seguridad |
| 10.7      | 12 de septiembre de 2012 | Mac OS X, Windows   | - Compatibilidad con iOS 6 en los modelos compatibles de iPhone, iPad y iPod touch - Proporciona compatibilidad con los últimos modelos de iPod nano y iPod shuffle |
| 11.0      | 29 de noviembre de 2012  | Mac OS X, Windows   | - Compatibilidad con iOS 6 en los modelos compatibles de iPhone, iPad y iPod touch - Proporciona compatibilidad con los últimos modelos de iPod nano y iPod shuffle - Nueva interfaz mejorada - Nuevo diseño - Nuevo logotipo |
| 11.0.1    | 12 de enero de 2013      | Mac OS X, Windows   | - Compatibilidad con iOS 6 en los modelos compatibles de iPhone, iPad y iPod touch - Proporciona compatibilidad con los últimos modelos de iPod nano y iPod shuffle - Actualización mensual - Con el mismo diseño - Con el mismo logotipo |
| 11.0.3    | 16 de mayo de 2013       | Mac OS X, Windows   | - Nuevo mini-reproductor |
| 12.13.2   | 08 de mayo de 2024       | Windows             | - Proporciona compatibilidad con los últimos modelos iPad Air con chip M2 y iPad Pro con chip M4 |

## Requisitos del sistema

### Macintosh
Hardware
- Ordenador Mac con procesador Intel, PowerPC G5 o procesador G4
- Intel, PowerPC G5 o PowerPC G4 a 1,0 GHz o más rápido es necesario para reproducir vídeo de definición estándar en el iTunes Store
- 2.0 GHz Intel Core 2 Duo o un procesador más rápido es necesario para reproducir vídeo de alta definición, un iTunes LP o Extras de iTunes desde la tienda iTunes Store
- 512MB de RAM, 1 GB necesario para reproducir vídeo de alta definición, un iTunes LP, o iTunes Extras
- Resolución de pantalla de 1024x768 o mayor; 1280x800 o mayor debe desempeñar un LP de iTunes o iTunes Extras
- Reproducción de vídeos también se requiere al menos 16 MB de RAM de vídeo
- Conexión de banda ancha a Internet para utilizar la tienda iTunes Store
- Unidad Combo o SuperDrive de Apple para crear CD de audio, MP3, o una copia de seguridad-y algunos no son de Apple grabadoras de CD-RW también pueden trabajar.
- Apple SuperDrive de copia de seguridad de la colección en DVD, y algunos no son de Apple unidades de DVD-RW también pueden trabajar.

Software
- macOS versión 10.5 o posterior
- QuickTime 7.6 o posterior
- Soporte para HE-AAC requiere QuickTime 7.6.4 y macOS versión 10.5 o posterior
- Safari 4.0.3 o posterior
- 200 MB de espacio disponible en disco

### Windows
Hardware
- Un PC con un procesador Intel a 1 GHz o procesador AMD
- Intel Pentium D o un procesador más rápido es necesario para reproducir vídeo de definición estándar en el iTunes Store
- 2.0 GHz Intel Core 2 Duo o un procesador más rápido es necesario para reproducir vídeo de alta definición, un iTunes LP o Extras de iTunes desde la tienda iTunes Store
- 512MB de RAM, 1 GB necesario para reproducir vídeo de alta definición, un iTunes LP, o iTunes Extras
- Resolución de pantalla de 1024x768 o mayor; 1280x800 o mayor debe desempeñar un LP de iTunes o iTunes Extras
- DirectX de vídeo 9.0 compatible con tarjeta con 32 MB de RAM de vídeo, se recomiendan 64 MB
- QuickTime de audio compatible con tarjetas
- Conexión de banda ancha a Internet para utilizar la tienda iTunes Store
- ITunes compatible con grabador de CD o DVD para crear CD de audio, CD MP3 o CD de copia de seguridad o DVD

Software
- Windows XP Service Pack 2 o posterior, las ediciones de 32 bits de Windows Vista, o ediciones de 32 bits de Windows 7
- Las ediciones de 64 bits de Windows Vista o Windows 7 requiere el instalador de iTunes de 64 bits
- QuickTime 7.6.9 o posterior (incluido)
- 200 MB de espacio disponible en disco
- Soporte de lector de pantalla requiere Window-Eyes 7.1.1 o posterior.